# Pritschenmeister

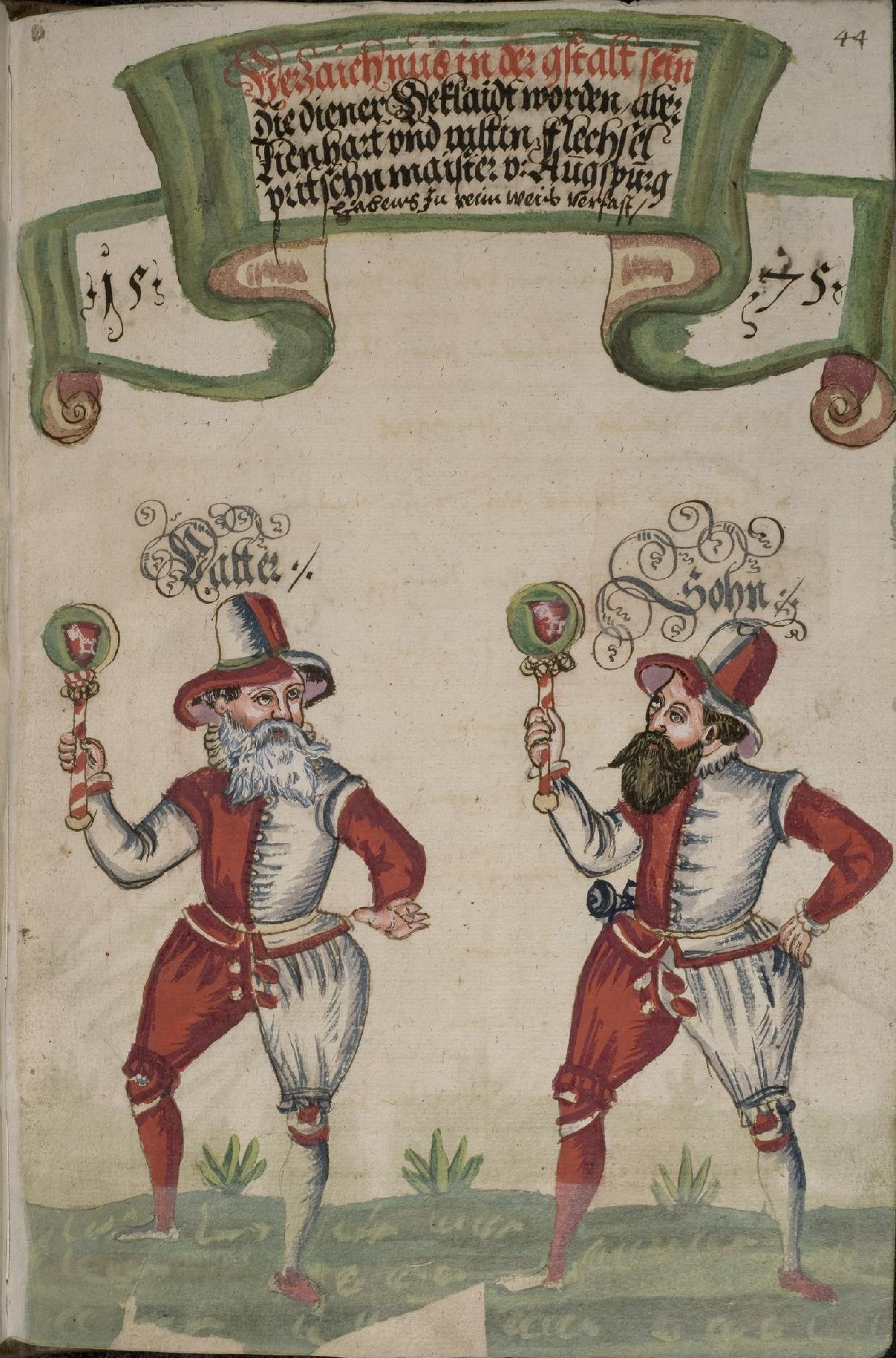
Die Pritschenmeister Leonhard Flexel und Sohn, ca. 1575

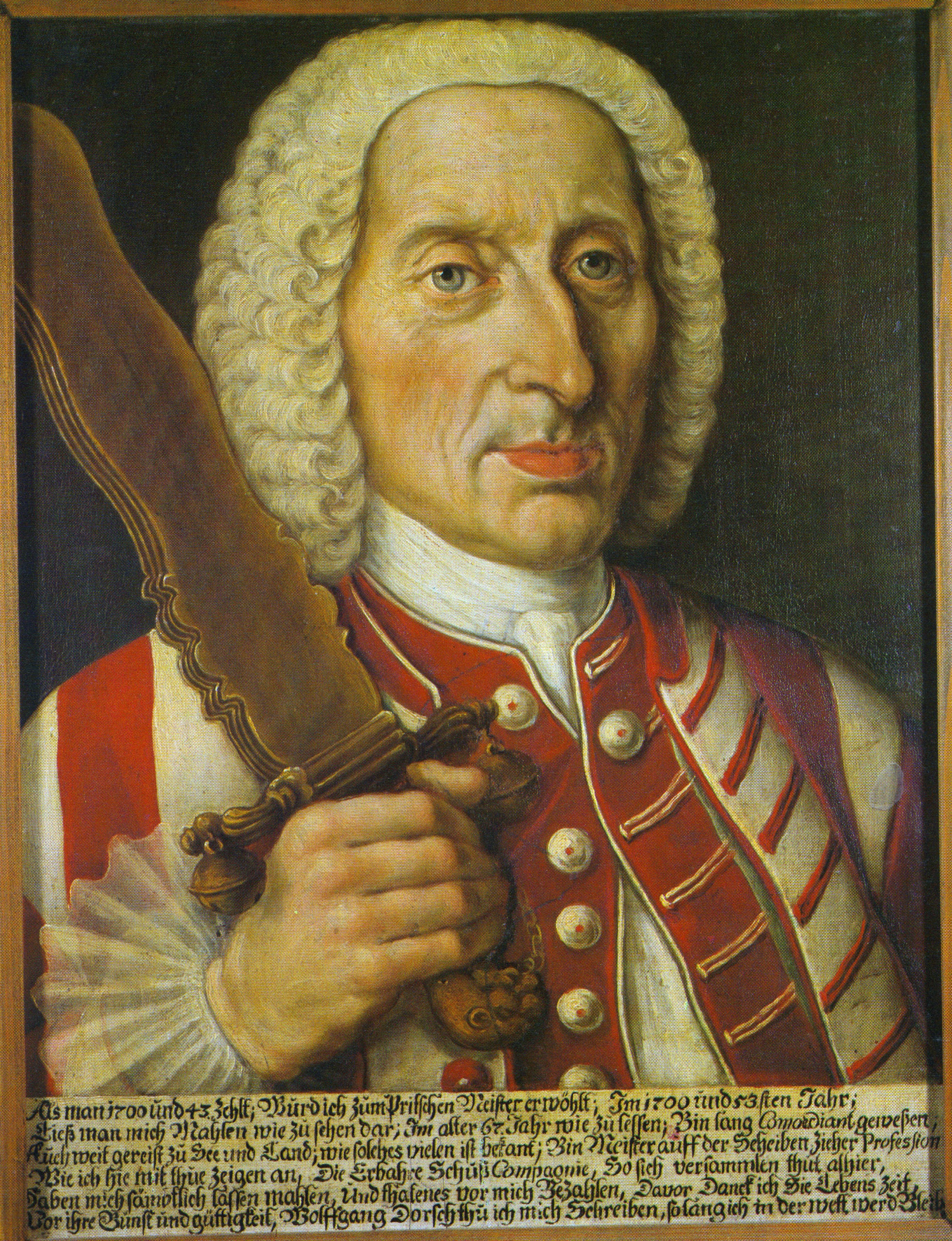
Wolf Dorsch, Pritschenmeister der Nürnberger Schießgesellschaft St. Johannis, 1753

Als Pritschenmeister wurde und wird eine Art Zeremonienmeister und Ordner bei geselligen Zusammenkünften bezeichnet. Sein Requisit ist eine Pritsche, ein langes flaches Holz, mit dem er diejenigen, die gegen die Regeln verstoßen, nicht wirklich, sondern nur scheinbar züchtigen darf.
Das Reallexicon der Deutschen Altertümer definierte das Amt so:

„Pritschenmeister, hiess derjenige, der bei den Schützenfesten die Ordnung auf dem Schiessplatze zu handhaben hatte; er bediente sich zu dem Ende der Pritsche, eines flachen, in mehrere dünne Brettchen gespaltenen Werkzeuges, womit er die Unfolgsamen schlug. Er war zugleich Lustigmacher der Gesellschaft und hatte auf die Festlichkeiten Spruchgedichte anzufertigen. Sie bestanden mit eigener Tracht an manchen Höfen bis in den Anfang des 18. Jahrhunderts.“

Das Amt eines frühneuzeitlichen Nürnberger Schützen-Pritschenmeisters wurde so beschrieben:

„Der Pritschenmeister hat die Rolle eines Conférenciers und Spaßmachers, auch Zeremonienmeisters, aber auch gewisse Ordnungsaufgaben beim Schießen zu erfüllen[.]“

Der Pritschenmeister, der als Funktions-Nachfolger des Herolds bezeichnet werden kann, trug in der Regel eine Narrentracht. Pritschenmeister gab es nicht nur bei den Schützen, sondern auch auf höfischen Festen. Aber auch wenn sich Badegäste zu einem geselligen Badegericht zusammenfanden, wurde des Öfteren von einem das Amt eines Pritschenmeisters wahrgenommen. 
Pritschenmeister verfassten oft handschriftliche oder gedruckte Beschreibungen der Festlichkeiten, auf denen sie tätig waren. Die berühmtesten literarisch tätigen Pritschenmeister im 16. Jahrhundert waren Leonhard Flexel und Heinrich Wirri. Bekannt wurde auch Hieronymus Muheim.
Bis heute hat sich bei lokalen brauchtümlichen Vereinen (Schützen, Karneval, Kirmesvereine usw.) Amt und Bezeichnung erhalten. Dazu gehören das Jeckenbääntchen der Hellige Knäächte un Mägde in Köln und die Pritschenmeister bei den Jungenspielen in Würselen.